# Eloy Inos
Eulogio "Eloy" Songao Inos ( 26 de septiembre de 1949 – 28 de diciembre de 2015) fue un político estadounidense de la Mancomunidad de las Islas Marianas del Norte. Perteneció como miembro del Partido Republicano, sirviendo como el octavo Gobernador de las Islas Marianas del Norte desde 2013 hasta 2015; él previamente también sirvió como el octavo Teniente Gobernador de las Islas Marianas del Norte desde 2009 hasta 2013.
Fue nombrado Teniente Gobernador o Vicegobernador por el entonces Gobernador Benigno Fitial para suplir el cargo que quedó vacante tras la dimisión de Villagomez, el cual fue implicado en casos de corrupción. Inos fue confirmado por el  Senado y juró el cargo dentro de la oficina del Teniente Gobernador el 1 de mayo de 2009. Fue elegido para el periodo como Teniente Gobernador en noviembre de 2009.
Inos tomó el cargo de gobernador el 20 de febrero de 2013, tras la resignación política por los casos de corrupción imputados a su antecesor Benigno Fitial, implicado en fraude fiscal. Inos fue elegido para una legislatura entera como gobernador en la elección gubernamental de 2014.
Inos falleció ocupando el cargo de gobernador el 28 de diciembre de 2015 en Seattle, Washington, a la edad de 66 años.

## Biografía

### Vida personal
Eloy Inos asistió a la Escuela de Mount Carmel en Saipán, graduándose allí de la escuela secundaria en mayo de 1967. Inos obtuvo un título universitario en contabilidad (cum laude) de la Universidad de Guam  en mayo de 1981. También estudió administración de empresas mientras estaba en la Universidad de Guam.
Inos tuvo cinco hijos. Era el cuñado de la difunta Comisionada de Educación Rita Inos.

### Carrera
Inos trabajó como funcionario tributario para la ahora desaparecida Territorio Fiduciario de las Islas del Pacífico. Inos también fue vicepresidente del Tan Holdings Corporation, uno de los fabricantes textiles más grandes de las Islas Marianas del Norte.
Fue elegido para el Primer Consejo Municipal de Saipán y las Islas del Norte, incluido un período como presidente del consejo, desde 1990 hasta 1992.
Inos fue nombrado Secretario de Finanzas en la administración de Fitial. Como Secretario supervisó los asuntos financieros del gobierno de las Islas Marianas del Norte, incluidos impuestos, contabilidad, tesorería, procesamiento electrónico de datos, adquisición y  aduana. Inos se convirtió en Secretario el 9 de enero de 2006 y ocupó el cargo hasta el 1 de mayo de 2009.

### Teniente Gobernador
El Teniente Gobernador Timothy Villagomez, que había ocupado el cargo desde 2006, emitió su renuncia el 24 de abril de 2009 tras su condena por el  federal por cargos de fraude.  Villagomez se convirtió en el funcionario de mayor rango del CNMI condenado en ese momento. 
Según el Artículo III, Sección 3 de la  Constitución de la Mancomunidad de las Islas Marianas del Norte, cuando se crea una Vacante (economía)  para el Vicegobernador, el  Gobernador debe designar un reemplazo con la confirmación del Senado de las Islas Marianas del Norte. El 27 de abril de 2009, el gobernador Fitial nominó a Inos, el entonces Secretario de Finanzas en su administración, como el nuevo Vicegobernador para servir por el resto del mandato original de Villagomez en el cargo. Fitial e Inos se conocieron años antes mientras ambos trabajaban para el gobierno del Territorio Fiduciario de las Islas del Pacífico. 
Inos fue confirmado por unanimidad por los nueve miembros del Senado en una votación el 1 de mayo de 2009. Más de una docena de líderes comunitarios y políticos habían ofrecido testimonio en apoyo de Inos 'confirmación durante el audiencia, sin oposición de ninguno de los 20 miembros de la Cámara. Inos había notado las dificultades de reemplazar a su predecesor durante la audiencia de confirmación: "Es una situación muy difícil. Me hubiera gustado seguir adelante y llenar el posición a través del proceso electoral normal, pero nuevamente la situación se presenta. Tenemos que llenar la vacante. Estoy muy feliz de tener un apoyo abrumador del gente ". El gobernador Fitial juró a Inos en el cargo poco después de la conclusión de la votación de confirmación del Senado. Al asumir el cargo mediante nombramiento, Inos se convirtió en el primer teniente gobernador no electo de las Islas Marianas del Norte en la historia. 
El 23 de julio de 2009, el gobernador Fitial y el vicegobernador Inos se presentaron para presentarse a la reelección ante la Comisión Electoral. Fitial ganó la reelección, e Inos fue elegido para un mandato completo, en una segunda vuelta electoral celebrada el 23 de noviembre de 2009, derrotando al republicano Heinz Hofschneider. Originalmente estaba programado para servir como Vicegobernador por un período de cinco años, en lugar de los cuatro años inusuales debido a cambios en el calendario electoral.

### Gobernador del CNMI
Inos se convirtió en gobernador el 20 de febrero de 2013, luego de la renuncia de Benigno Fitial. Fitial fue acusado por la Cámara, por múltiples cargos, relacionados con la comisión de delitos graves, corrupción y negligencia del deber, pero renunció antes de su juicio ante el Senado de las Islas Marianas del Norte. Inos ganó las elecciones para un mandato completo de cuatro años en las  2014 elección de gobernador. 

## Muerte
El gobernador Eloy Inos, falleció en el cargo a la edad de 66 años mientras se recuperaba de una cirugía a corazón abierto en Seattle, Washington, el lunes por la tarde, 28 de diciembre de 2015, (Hora estándar del Pacífico). Inos, que también padecía diabetes, había sido hospitalizado en Seattle desde noviembre de 2015 para recibir tratamiento. 
El teniente gobernador de Inos, Ralph Torres, juró como gobernador de las Islas Marianas del Norte el 29 de diciembre de 2015. 
El presidente Barack Obama proclamó a Inos un "defensor incansable". Los servicios funerarios para Inos se llevaron a cabo el 12 de enero de 2016, que el gobernador de la vecina Guam, Eddie Calvo, proclamó como un día de luto.